# 영락 (명)
영락(永樂, 1403년 ~ 1424년)는 명나라 성조(成祖) 영락제(永樂帝)의 연호이다. 22년 가량 사용하였다.

## 개원
- 홍무(洪武) 35년 7월 1일[1](율리우스력 1402년 7월 30일)에 연호를 영락(永樂)으로 정하고, 다음 해 1월 1일[2](율리우스력 1403년 1월 23일)에 개원함.[3][4][5]

- 영락(永樂) 22년 8월 15일[6](율리우스력 1424년 9월 7일)에 연호를 홍희(洪熙)로 정하고, 다음 해 1월 1일[7](율리우스력 1425년 1월 20일)에 개원함.[8][9][5]

## 연대 대조표
| 영락 | 서기(西紀) | 간지(干支) |
| 원년 | 1403년     | 계미(癸未) |
| 2년  | 1404년     | 갑신(甲申) |
| 3년  | 1405년     | 을유(乙酉) |
| 4년  | 1406년     | 병술(丙戌) |
| 5년  | 1407년     | 정해(丁亥) |
| 6년  | 1408년     | 무자(戊子) |
| 7년  | 1409년     | 기축(己丑) |
| 8년  | 1410년     | 경인(庚寅) |
| 9년  | 1411년     | 신묘(辛卯) |
| 10년 | 1412년     | 임진(壬辰) |
| 영락 | 서기(西紀) | 간지(干支) |
| 11년 | 1413년     | 계사(癸巳) |
| 12년 | 1414년     | 갑오(甲午) |
| 13년 | 1415년     | 을미(乙未) |
| 14년 | 1416년     | 병신(丙申) |
| 15년 | 1417년     | 정유(丁酉) |
| 16년 | 1418년     | 무술(戊戌) |
| 17년 | 1419년     | 기해(己亥) |
| 18년 | 1420년     | 경자(庚子) |
| 19년 | 1421년     | 신축(辛丑) |
| 20년 | 1422년     | 임인(壬寅) |
| 영락 | 서기(西紀) | 간지(干支) |
| 21년 | 1423년     | 계묘(癸卯) |
| 22년 | 1424년     | 갑진(甲辰) |

## 동시대 연호

### 베트남
- 호 왕조(胡朝)
  - 카이다이(開大) (1403년 ~ 1407년)

- 후 쩐 왕조(後陳朝)
  - 흥카인(興慶) (1407년 ~ 1409년)
  - 쭝꽝(重光) (1409년 ~ 1413년)

### 일본
- 오에이(應永) (1394년 ~ 1428년)

## 같이 보기
- 다른 왕조의 같은 연호
  - 고구려(高句麗) 영락(永樂, 391년 ~ 412년)

- 중국의 연호 목록